# 深田幹規
深田 幹規（ふかだ もとき、1997年3月2日 - ）は、山梨放送（YBS）のアナウンサー。静岡県田方郡函南町出身。静岡県立韮山高校、中央大学卒業。テレビ朝日アスク出身。

## 来歴
2019年、大学卒業後に山梨放送（YBS）へ入社。同期入社は荒木美穂、田中千尋。

## 人物・エピソード
- 血液型はO型、趣味はスポーツ観戦、カラオケ、ももいろクローバーZのライブ鑑賞[4]。
- アナウンサーを志したきっかけは、小さい頃から人と話すことが好きだったことと、スポーツも好きだったことではあるが、同時に大学3年までは学校の先生も目指していて、中学社会・高校地歴公民の教員免許を取得した[5]。
- 特技は小学校1年生から続けているバスケットボール[4]であり、2023年度の男性アナウンサーが出演するワイドFMのPRでは、「あなたの心に、ダンクシュート！決めたいな。」とバスケットボールを意識した台詞を話している。
- モノマネが得意で、担当番組の中で度々披露する。レパートリーはニャンちゅう、ジャイアン、ぺこぱのシュウペイ、福山雅治など。
- 2023年1月1日放送のお正月特別番組『新春！ローカルものまねグランプリ』にも、一般の参加者に交じって出演し、モノマネを披露した[6][注 1]。
- 2023年4月よりラジオで流れている深田自身の出演番組の番宣は、『福山雅治と荘口彰久の「地底人ラジオ」』の番宣をオマージュしたものであり、連続して流れることが多い。尚、10月の番組改編で『ラララ♪モーニング』の開始時刻が変更になったことに伴い、録り直しを行った。
- 牛乳が好きで、担当番組の『ラララ♪モーニング』内に「牛乳コーナー」を設けて牛乳に関するリスナーからの投稿を読んだり、自身の牛乳愛を語ったところ、2022年6月16日山梨県牛乳普及協会から「山梨牛乳大使」に任命された[7]。
- 2023年5月19日、日本テレビ系番組『ZIP!』内「NOW！ニッポン」のコーナーに出演した[8]。深田は山梨からの出演だったが、東京のスタジオにはファンを公言しているももいろクローバーZの高城れにがゲスト出演のために来ており[9]、画面越しの共演を果たした。
- 2024年9月8日放送のラジオ特別番組『れにちゃんの山梨のいいとこ見てみたい！』にて、高城れにとの共演を果たした[10]。これは、2024年8月17日に山日YBSホールで「高城れにとお邪魔しますin甲府」が開催されたことをきっかけになったとのこと。
- 2024年10月13日にTBSラジオ『地方創生プログラム ONE-J』で、「福山雅治ひとことモノマネ選手権」が開催され、深田は一般枠で出場したが[11]、あえなく敗退してしまった[12]。パートナーとして2025年2月9日に番組出演した際はリベンジを果たすべく「ジャイアンひとことモノマネ選手権！」に出場したが敗退してしまい、本仮屋ユイカの提案でモノマネを「特技」から「趣味」に格下げされてしまった[13]。
- 北海道放送のアナウンサー・波多野裕太は中学時代の同級生。

## 出演番組
テレビ
- ててて!TV（2021年4月2日 - ）
- YBSニュース
- YBSワイドニュース（スポーツ担当、2020年3月30日 - 2021年3月26日）
- 24時間テレビ 愛は地球を救う43（2020年） - 山梨放送メインパーソナリティ（小松千絵と担当）[14]
- 24時間テレビ 愛は地球を救う44（2021年） - 山梨放送メインパーソナリティ（岡本桃香と担当）[15]

ラジオ
- 909morning
  - 火曜日担当（2025年4月1日 - ）
- ラララ♪モーニング
  - 木曜日担当（2022年4月 - 2025年3月）
- はみだし しゃべくりラジオ キックス（2021年度木曜） - 2022年度水曜パーソナリティ
  - 2021年4月 - 2022年3月 - 木曜パーソナリティ（海野紀恵と担当）
  - 2022年4月 - 水曜パーソナリティ（森田絵美と担当）
- 地方創生プログラム ONE-J（TBSラジオ JRN32局ネット 2025年2月2日、9日） - 2週替わりパートナー（本仮屋ユイカと担当）
- YBSラジオニュース
- 海野・深田のラジオDEEP SEA（2020年10月 - 2021年3月）[16] - 初レギュラー番組。深田の「深」、海野の「海」をとって、DEEP SEA、深海コンビと名付けられた。攻めた内容のコーナー[17]が多い番組であった[注 2]。この番組を経て、2021年4月より引き続き海野とのコンビで『はみだししゃべくりラジオ キックス』木曜担当となる。